# Pajek kolesnik
Pajek kolesnik (znanstveno ime Carparachne aureoflava) je pajek iz družine Sparassidae, ki prebiva v puščavi Namib. Ime je dobil po edinstveni sposobnosti kotaljenja po peščenih sipinah, kar omogoča učinkoviti pobeg pred pripotnimi osami.

## Telesne značilnosti
Kot nakazuje že vrstno ime, je pajek obarvan zlato rumeno, čeprav so nekateri osebki lahko bele ali celo bronaste barve. Odrasli osebki dosežejo dolžino do 2 cm, pri čemer so tako samci kot samci približno iste velikosti.

## Življenjski prostor in navade
Pajek kolesnik prebiva v puščavi Namib, suhi pokrajini, kjer v osrednjem delu letno pade manj kot 20 mm dežja in temperature poleti lahko presežejo 45 °C. Je nočna žival, prehranjuje pa se povečini z žuželkami. Da se podnevi skrije pred vročino in plenilci, si v pesek izkoplje podzemno bivališče. Za utrjevanje sten podzemnega bivališča pajek potisne dolge izrastke na vrhu predilne bradavice in zlepi pesek s svilo. Na ta način lahko izkoplje tunel, globok skorajda en meter, vhod pa tudi lahko zapre z »vrati«, narejenimi iz peska, zlepljenega s svilo. Pajki kolesniki najraje gradijo bivališča, ki se nahajajo na peščenih sipinah s čim večjim nagibom, tudi do 33°. Pri takšnem nagibu izkopavanje tunela navadno ne bi bilo mogoče zaradi mehkega peska, vendar posebna tehnika izdelave preko ojačitve sten s svilo pajkom to omogoča.

## Vedenjska ekologija

### Bivališče
Glavni plenilci so povečini kuščarji in puščavski škrjanci, pa tudi pajki vrste Leucorchestris arenicola ali pa celo kanibalski pajki iste vrste. Proti kuščarjem in pticam (pa tudi proti človeku) je ugriz nenevaren, zato podzemno bivališče zagotavlja varnost pred plenilci. Izjema pri tem so pajki iz družine Palpimanidae in pripotne ose. Plenilski pajek potrpežljivo čaka na vhodu v bivališče in ga draži z vtikanjem dolgih sprednjih nog v bivališče. Ko ga skuša prebivalec pregnati, ga plenilski pajek iz zasede ubije in poje na mestu.
Kljub utrjenemu bivališču se prehodi lahko sesedejo, zato morajo izkopati novo bivališče, ki je v začetni fazi dokaj plitko in zato lažje dostopno pripotnim osam. Pripotne ose so specializirane za lovljenje pajkov, okoli tri četrtine njihovega časa pa predstavlja iskanje pajkov kolesnikov. Ko osa odkrije pajkovo bivališče, izkoplje več lukenj okoli njega, s čimer pridobi podatke o velikosti pajka ter globini in natančni lokaciji bivališča. Naslednja stopnja zajema izkopavanje peska, ki je z vidika porabe energije lahko zelo potratno. Za luknjo globine 15 cm mora izkopati okoli 4,5 kg peska, kar je 80.000 krat več kot njena lastna teža.

### Kotaljenje
V primeru, da se osa dokoplje pajka in ta uspe pobegniti pred njenim pikom, ima na površju samo dve možnosti: boj ali pobeg. Strupeni ugriz  pajku praktično ne koristi v boju proti osi, saj se mu ta lahko zlahka izogne ali pa izvede protinapad s svojim pikom. Najbolj varna možnost je zato pobeg. Pajki kolesniki se lahko premikajo hitro na kratke razdalje, in sicer nekaj več kot 1,8 m v manj kot dveh sekundah, potem pa morajo počivati več sekund, preden lahko nadaljujejo. Poleg tega jih lahko osa zlahka zasleduje.
Tekom evolucijske oborožitvene tekme so zato pajki kolesniki razvili edinstveno možnost premikanja, tj. kotaljenje, po čemer so tudi dobili ime. Pri tem se torej pajek zvrne na stran, upogne noge, da napravi široko »platišče« in se zakotali navzdol po sipini, pri čemer lahko pospeši do hitrosti 0,5 do 1,5 m/s. V povprečju naredi 20 obratov na sekundo, kar je isto število obratov, kot jih naredi kolo avtomobila pri hitrosti okoli 220 km/h. Največje opaženo število obratov znaša 44/s. Večji kot je nagib sipine, večjo hitrost doseže pajek pri kotaljenju, kar je še posebej razvidno pri nagibih nad 15°.
Kotaljenje predstavlja torej učinkoviti način pobega, saj pri tem porabi le malo energije, lahko vzdržuje veliko hitrost pri dolgih razdaljah in zaradi majhne teže pušča slabotne odtise na tleh, ki jim plenilska osa ne more slediti. Prav tako ni bilo opaženo, da bi osa lahko ujela pajka med kotaljenjem. Edino oviro pri samicah lahko predstavlja veliko število jajčec v zadku, saj zaradi tega telo postane neuravnovešeno in se lažje prevrne, kar je lahko usodno.